# Upíří fotbal
Upíří fotbal (v anglickém originále Friday Night Bites) je třetí díl první řady amerického televizního seriálu Upíří deníky. Premiérově byl vysílán 24. září 2009 na stanici The CW, v ČR byl vysílán 4. června 2012 na stanici Nova. Scénář epizody napsali Barbie Kligman a Bryan M. Holdman, režíroval ji John Dahl.

## Děj
Caroline (Candice Accola) se probudí po noci, kterou strávila s Damonem (Ian Somerhalder). Najde na svém krku kousanec. Pokusí se utéct, ale Damon na ni znovu zaútočí.
Bonnie (Kat Graham) se kvůli vidině obává toho, že Elena (Nina Dobrev) bude se Stefanem (Paul Wesley). Snaží se to Eleně rozmluvit, ale nepřesvědčí ji. Elena místo toho uspořádá večeři v jejím domě, aby Bonnie lépe poznala Stefana. 
Vicki (Kayla Ewell) pozve z přátelství Jeremyho (Steven R. McQueen) na koncert. On se však rozzlobí, protože chce být víc než její přítel a obviňuje jí, že s ním spala jen kvůli drogám.  
Tyler (Michael Trevino) má spadeno na Matta (Zach Roerig), protože se Elena a Stefan sbližují. Tyler hodí po Stefanovi fotbalový míč, on ho ale obratně chytí. Elena navrhne, aby se Stefan připojil k fotbalovému týmu, což Stefan udělá. Stefan požádá pana Tannera (Benjamin Ayres), aby ho pustil do týmu. Pan Tanner to odmítne, protože ho Stefan na hodině dějepisu ztrapnil. Nechá ho to ale zkusit a je ohromen jeho dovednostmi, takže nechá Stefana přidat se k týmu. Mezitím přijde Caroline pozdě na trénink roztleskávaček, kvůli Damonovi. Elena pokazí sestavu a jde se dívat na Stefana, jak hraje fotbal. 
Elena a Bonnie připravují večeři a čekají na Stefana. Bonnie řekne Eleně, že pořád vidí čísla 8, 14 a 22, ale neví, co to znamená. Stefan dorazí. Večeře je nepříjemná, dokud Elena nezmíní, že babička Bonnie tvrdí, že jejich rodina jsou čarodějnice, pocházející ze Salemu. Stefan říká Bonnie, že její čarodějnické dědictví něčím, na co může být hrdá.  
Caroline a Damon nečekaně přijdou a Stefan prosí Elenu, aby ho nezvala dovnitř, ale neposlechne ho. Během večeře Damon zmíní jejich minulost s Katherine. Elena hádá, že ji Damon také miloval. Překvapí ho jejím soucitem, že ji také ztratil. Mezitím Stefan potvrdí své podezření, že se Damon krmí na Caroline. Pokusí se ho přesvědčit, že lidé nemají být používáni jako hračky. Damon připomněl Stefanovi, že byl pozván do Elenina domu, a že se může vrátit kdykoli chce a dělat si co chce. Vrátí v noci a vtrhne do jednoho z Eleniných snů. 
Stefan přemýšlí, jak ochránit Elenu. Na fotbalovém zápase jí dá náhrdelník se sporýšem, takže ji Damon nebude moct ovlivnit. Před zápasem pan Tanner vyzdvihne Stefanův talent a rozzuří tím Tylera. Opilý Jeremy zaútočí na Tylera kvůli způsobu, jakým zachází s Vicki. Stefan se je pokusí roztrhnout, ale řízne se do ruky. Elena si toho, ale když se ho pokusí zkontrolovat, rána je již uzdravena. Elena se zeptá Bonnie na její zvláštní pocit, který dostala ze Stefana. Bonnie jí řekne, že to bylo jako smrt. 
Damon sleduje Elenu k jejímu autu a pokouší se ji ovlivnit, aby ho políbila. Elena mu dá facku a připomene mu, že není Katherine. Damon zjistí, že náhrdelník, který jí dal Stefan obsahuje sporýš, a proto ji nedokázal ovlivnit. Vyhrožuje Stefanovi tím, že Eleně ublíží. Stefan mu řekne, že bez ohledu na to, jak se snaží být tvrdý, má v sobě stále lidskost. Aby Damon prokázal, že se mílí, zabije pana Tannera před jeho očima. 
Matt objeví tělo pana Tannera a volá o pomoc. Když sanitka odvezla jeho tělo, Bonnie vidí značku budovy 8, číslo 14 na poznávací značce a parkovací místo 22, kde byl zabit pan Tanner. Tři čísla, které viděla celý den. 
Elena je večerními událostmi zmatená a rozrušená a Stefan ji utěšuje. Stefan je přesvědčen, že v Damonovi nezbývá nic dobrého, a že musí být zastaven. Damon je v Elenině pokoji a sleduje jí při spaní, ale odchází právě když se probouzí.

## Hudba
V epizodě „Upíří fotbal“ zazní písně:
- „Slow Poison“ od The Bravery
- „Blue Day“ od Darker My Love
- „Starstrukk“ od 3OH!3
- „Strange Times“ od The Black Keys
- „Can't Fight It“ od Oh Mercy
- „You're Wolf“ od Sea Wolf
- „Papillon“ od The Airbone Toxic Event
- „Temptation“ od Moby

## Ohlas

### Hodnocení
Ve svém původním americkém vysílání bylo „Friday Night Bites“ sledováno 3,81 milionu lidmi. Počet mírně stoupl o 0,03 od předchozí epizody. 

### Recenze
„Upíří fotbal“ obdržel kladné recenze, z nichž některé komentovaly chemii mezi Damonem a Elenou.  
Lucia z Heroine TV uvedla, že to byla její oblíbená epizoda: „Třetí epizoda je moje oblíbená epizoda z Upířích deníků. Upíři plus páteční noční světla? Smrt nejvíce nepříjemného charakteru v televizi? Sladký Matt oponuje Tylerovi a spřátelení se se Stefanem? Co se nedá milovat? Jsem velmi šťastný divák. “ 
Lauren Attawayová ze Star Pulse dala epizodě hodnocení B a řekla, že „velkou událostí epizody byl Stefan, který se připojil k fotbalovému týmu.“ 
Robin Franson Pruter z Forced Viewing ohodnotil epizodu 3/4 s chválením charakteru Damona: „Ačkoli série zatím nezasáhla svůj krok, tato epizoda představuje zlepšení oproti prvním dvěma, z velké části v důsledku vývoje postavy Damona Salvatora. Postava se objevuje jako jeden z nejpůvabněji složitých v televizi ve dvou pěkně vedle sebe postavených scénách na večeři Eleny. [...] Práce na Damonovi tuto epizodu povýší nad její předchůdce a tuto postavu a všechno jeho charisma a rozpory budou nést sérii přes příštích pár epizod “
Popsugar dal dobrou recenzi epizodě a uvedl: „Jsem docela poblázněný – s třetí epizodou „Upíří fotbal“ se deníky staly jedním z mých favoritů na podzim. [...] Jsem opravdu zaujatý v příštích několika epizodách – Chci se dozvědět více o tomto milostném trojúhelníku Katherine-Damon-Stefan a překvapivě Bonnie. “ Také komentovala chemii mezi Damonem a Elenou: „... sexuální napětí mezi Elenou a Damonem je mimo kontrolu, přestože to odmítá. Její chemie se Stefanem je také skvělá, ale dynamika Damona a Eleny je hodná Erica a Sookie na jiné upírské show [True Blood]. “
Zeba z Two Cents TV poskytla epizodě dobré hodnocení a uvedla, že se jedná o krok nahoru od minulého týdne. Zeba také komentovala chemii mezi Damonem a Elenou a porovnávala ji s trojúhelníkem show True Blood: „Dynamika mezi nimi je zatraceně zajímavá – Damon se evidentně snaží hrát na predátora, manipulátora, ale Elena může vidět téměř skrz jeho fasádu. Nějak se jí podaří přinést něco pololidského v něm. [...] Věci se konečně zvedají, pokud jde o vývoj scénáře a charakterů a nemůžu se dočkat, až uvidím, kam příběh Damona a Eleny půjde. Celá situace velmi připomíná Beel / Sookeh / Eric z True Blood. “ 
Tiffany Vogt z The TV Watchtower napsala dobrou recenzi, která říká: „Dává nový význam frázi„ ulička hanby “taty týdenní epizoda byla zahájená klasickou hororovou filmovou scénou [...] Úroveň hororů se určitě nesnižuje, protože se ponořujeme hlouběji do seriálu. Pokud něco, je to více převládající. Jen když si myslíte, že je bezpečné znovu dýchat, něco vyskočí a útočí – a vše, co slyšíte, je vaše srdce hlasitě bijící, když skočíte se strachem. “ O chemii Damona / Eleny napsala: „Překvapivě byly scény mezi Damonem a Elenou mnohem zajímavější a, než by se dalo očekávat. Kuchyňská scéna, kde Eleně vypráví o Katherine, byla mnohem závažnější, zvláště poté, co Elena jemně řekla Damonovi: „Je mi to líto“ a když se na ni zmateně podívá, vysvětlila, „– o Katherine. Ztratil jsi ji také.“ Damon vypadá naprosto překvapeně a podivně dotčeně. “
Frankie Diane Mallis z First Novels Club prohlásila, že ačkoli to nebyla její oblíbená epizoda, byla stále vynikající. 